# Abdullah Radif
Abdullah Radif né le 20 janvier 2003 à Riyad, est un footballeur saoudien qui évolue au poste d'attaquant à Al-Ettifaq FC sous forme de prêt d'Al-Hilal FC. 

## Carrière

### En club
Formé à Al-Hilal FC, il signe son premier contrat professionnel le 27 janvier 2021. Il fait ses débuts le 30 septembre 2021 lors d'un match nul 1-1 avec Al-Hazem.
Le 31 août 2022, il est prêté à Al-Taawoun. Il fait sa première apparition le 2 octobre contre Al-Wehda et marque à l'occasion son premier but. 
Le 6 septembre 2023, il est prêté à Al-Shabab FC. Il joue son premier match le 5 octobre contre Al-Riyadh. Il marque son premier but le 15 décembre contre Al-Fateh.
Le 2 septembre 2024, il est prêté à Al-Ettifaq FC Il fait ses débuts le 14 septembre contre Al-Fateh et marque aussi son premier but.

### En sélection
Avec les moins de 20 ans, il participe à la coupe d'Asie de 2023. Il joue les 3 matchs de la phase des poules et l'Arabie saoudite perd en finale aux tirs-au-but contre l'Australie. 
Avec la sélection olympique, il participe à la coupe d'Asie en 2022 en Ouzbékistan. Il joue tous les matchs sauf la finale remportée 2-0 contre l'Ouzbékistan. Il  joué également la coupe d'Asie en 2024 au Qatar. Il joue 4 matchs et l'Arabie saoudite sort en quart de finale contre l'Ouzbékistan 2-0.  
Il joue son premier match avec la première sélection le 1 décembre 2021 contre la Jordanie en Coupe arabe de la FIFA 2021 au Qatar. Il joue également les deux autres matchs de la phase des poules contre la Palestine et le Maroc .Avec un nul et deux défaites, l'Arabie saoudite est éliminée dès le premier tour. Il marque son premier but le 16 novembre 2023 contre le Pakistan à Al-Hufuf lors des qualifications de la coupe du monde 2026. Il joue le match entier et les saoudiens l'emportent quatre buts à zéro.

## Palmarès
- Championnat d'Arabie saoudite : 2022
- Supercoupe d'Arabie saoudite : 2021
- Ligue des champions Élite de l'AFC : 2021
- Coupe arabe des moins de 20 ans : 2021 et 2022
- Coupe d'Asie des moins de 23 ans : 2022